# Käsk
Käsk är en dialektal benämning på "småskog" och återfinns i sydöstra Skåne bland annat i Brösarp, Rörum, Södra Mellby, Raskarum, och Gyllebo i Albo härad.

## Uttal
Käsk uttalas med tje-ljud i början och på slutet med ett långt sje-ljud, likt "tjäsch"
. På Österlen uttalas många ord som slutar på -sk med sje-ljud och i ortnamnsregistret återfinns uttalet nedtecknat med landsmålsalfabetet. Konverterat till internationella fonetiska alfabetet så blir "Käsket" i Rörum: [tɕeɧed].

## Stavning
På Lantmäteriets moderna ekonomiska kartor återfinns stavningen Rörums Käsk och Mellby Käsk. I laga skiftet 1846 stavar Lantmäteriet det tjesket. I Ola Cappelins bok 'Kivikja-snack' 1901 har han valt att stava det Möllby Kesch, och i en bok av byalaget i Rörum  1989 stavas det tjäsch.